# Mictecacíhuatl

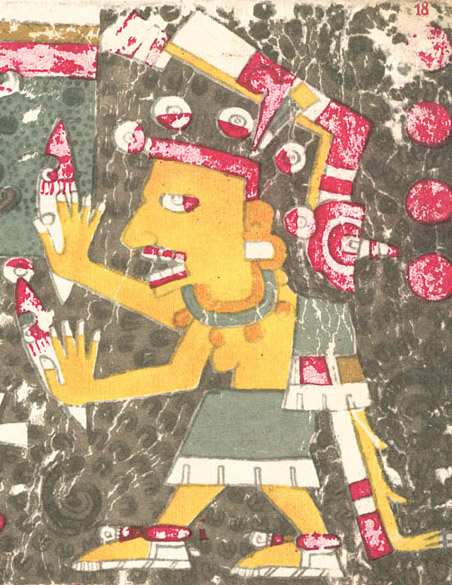
Mictecacíhuatl descrita en el Códice Borgia.

Mictecacíhuatl (del náhuatl: Miktekasiwatl ‘señora de las personas muertas’‘mikki, muerto; tekatl, persona de, morador de, habitante de; siwatl, señora, mujer’), a veces conocida como Chalmecacíhuatl (del náhuatl: Chalmekasiwatl ‘señora de la extracción del mecate’, es decir, ‘señora del corte del cordón umbilical’‘chalia, estrenar, cortar; mekatl, mecate, cordón, cuerda, cordón umbilical; siwatl, señora, mujer’), en la mitología mexica es la reina de Mictlan, el noveno y último nivel del inframundo. 
El propósito Mictecacíhuatl es vigilar los huesos de los muertos. Presidía los festivales mexicas hechos en honor de los muertos y se le conocía como la "Señora de la Muerte", ya que se cree que murió al nacer. A veces se la representa trabajando en conjunto con su esposo, Mictlantecuhtli, y a veces en conflicto con él. 
Con la conquista española, Mictecacíhuatl pasó a identificarse con la muerte debido a que las comunidades indígenas seguían adorando a sus propios dioses creando una especie de sincretismo con la mentalidad europea de la muerte y su apariencia saturnal con la guadaña. Hay grande polémica y diferencia de opiniones, pero lo más probable es que este culto prehispánico de la señora de la muerte haya podido adaptarse y evolucionar hasta nuestros días, derivando en la festividad del "Día de los muertos".
En Oaxaca, algunas leyendas retoman su figura dándole el nombre de Matlacihua (del náhuatl: Matlasiwatl ‘la que enreda’ o ‘la cazadora’‘matlatl, red, trampa; siwatl, señora, mujer’), que toma la forma de una hermosa mujer vestida de blanco. Se dice que castiga a los hombres mujeriegos y borrachos que caminan a altas horas de la noche, seduciéndolos y guiándolos a hacia donde hay lodo y espinas, haciendo que se lastimen para luego, eventualmente, llevarlos al suicidio hacia un barranco, cayendo donde crece un cactus con espinas; algunos mueren, otros sobreviven y no recuerdan nada de lo sucedido.